# 奧珀爾切尼埃峰

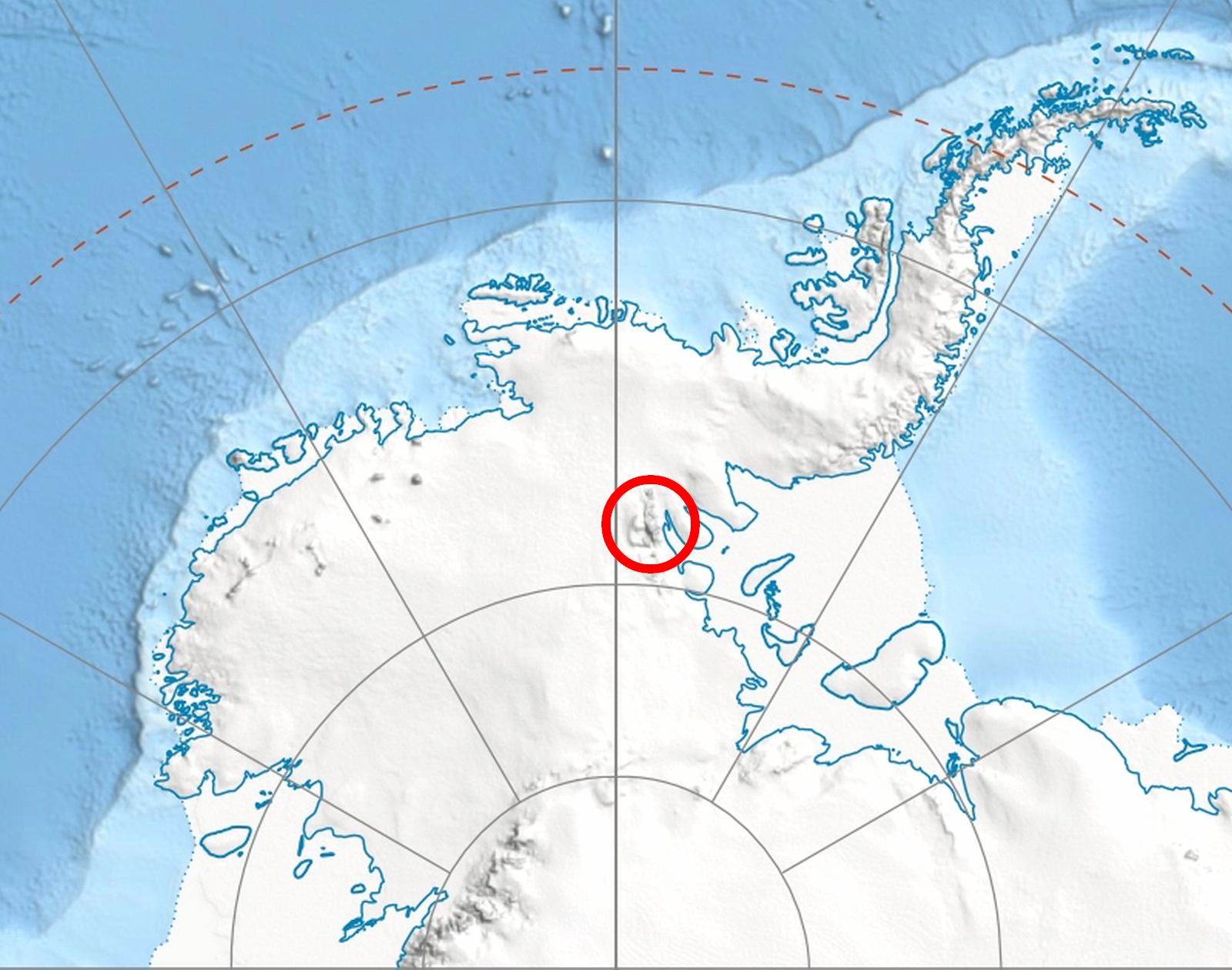

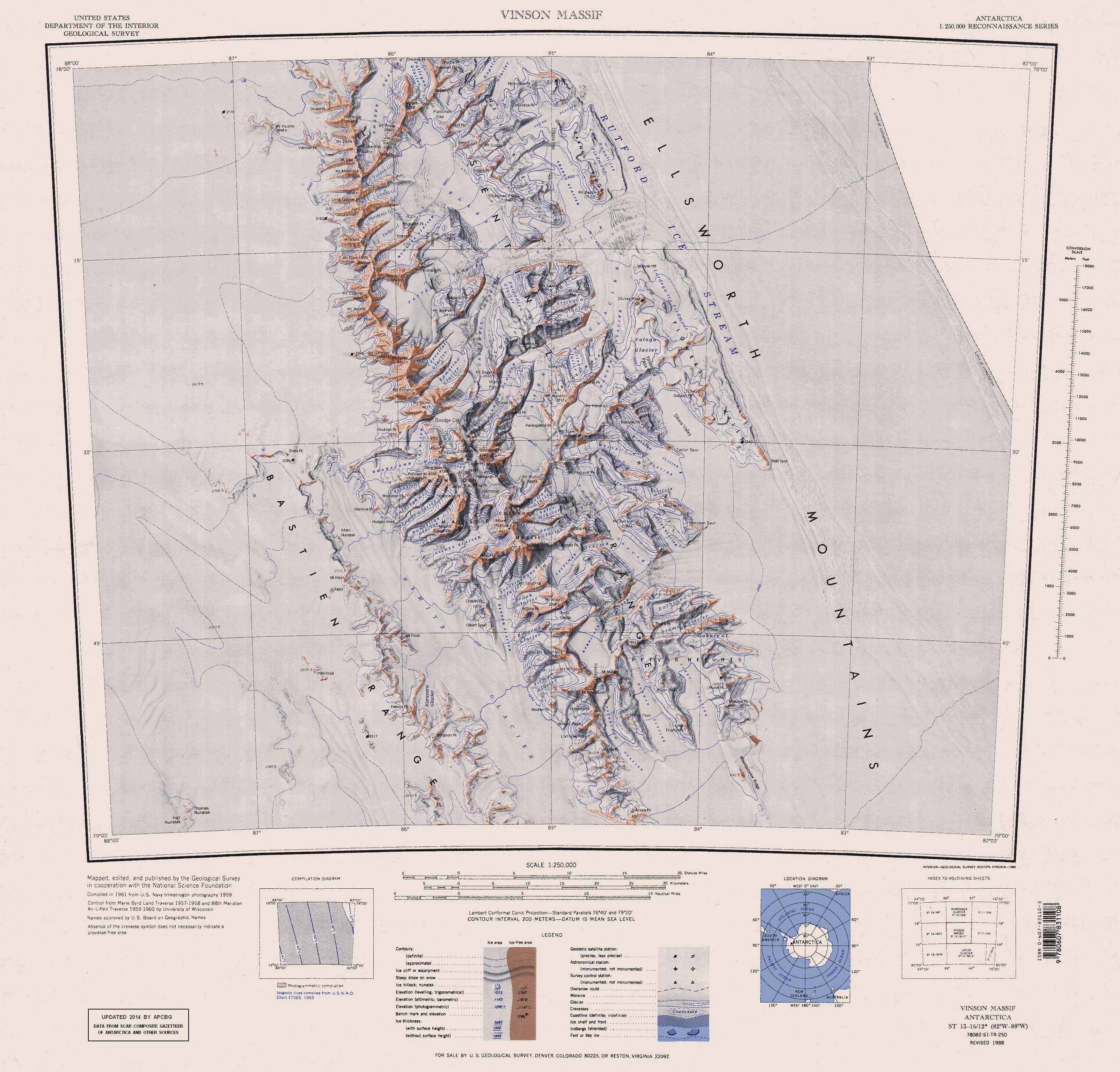

奧珀爾切尼埃峰是南極洲的山峰，位於埃爾斯沃思地，屬於埃爾斯沃思山脈中森蒂納爾嶺的一部分，處於溫森高原南側，海拔高度4,500米，現時由南極條約體系管理。
78°34′02″S 85°34′53″W / 78.56722°S 85.58139°W

## 外部連結
- Opalchenie Peak.（页面存档备份，存于） SCAR Composite Antarctic Gazetteer.